# Конак кнеза Милоша у Појани Маре
Конак кнеза Милоша је конак која се налази у Појани Маре у жупанији Долж на југозападу Румуније. Подигао га је кнез Милош Обреновић у периоду 1830—1835. године на свом поседу. Данас је заштићен као историјски споменик.

## Архитектура
Конак се налази у централном парку, преко пута православне цркве посвећене Светим арханђелима Михаилу и Гаврилу коју је такође подигао кнез Милош 1849. године. Конак има издужену правоугаону основу са спољном фасадом обрађеном у духу класицизма. Зграда је приземна, облика слова Е са главном и бочном фасадом украшеном стрехом дуж централног дела. Кров лежи на дрвеним стубовима са изребареним капителима и гредама декорисаним на исти начин као и ивице стрехе. Кнез Милош је довео српског мајстора школованог у Аустрији који је грађевини додао специфичне румунске елементе.

## Историја
У конаку се кнез Милош састао са румунским владаром Александром Гиком 1835. године када су вођени разговори, нарочито везани за трговину соли. Након састанка закључена је конвенција о трговини соли између Србије и Влашке који је био први економски споразум између две земље познат као Конвенција соли из Појане Маре.
Син кнеза Милоша и његов наследник, кнез Михаило, боравио је често у конаку. Био је у блиским односима са влашким кнезом Александром Јоаном Кузом са којим се у неколико наврата састао у конаку. Кнез Куза је заштитио транспорт оружја Дунавом из Русије Србији, а кнез Михаило му је поклонио сабљу са златним натписом Amicus certus in re incerta (Извесном пријатељу у неизвесним временима). Био је и близак пријатељ кнеза Карола I са којим је закључио тајни уговор о савезу против Турака.
Након убиства кнеза Михаила, 1868. године, поседи у суседној Деси и Појани Маре укључујући и конак припали су Михаиловом нећаку, барону Атанасију Бајићу. 1877. године, у конак је био домаћин Великог генералштаба војске Румуније и румунској политичкој елити на челу са премијером и министрима. 
Овде је 1877. кнез Карол I примио телеграм од великог кнеза Николаја, команданта руске војске у Бугарској, у којем је тражио да пређе Дунав са румунском војском и помогне у опсади Плевена. Након победе, премијер Братијану је на зиду подигнутом око конака, близу улазне капије у данашњи парк, поставио мермерну плочу на којој је био уклесан текст телеграма великог кнеза Николе са датумом пријема у Појани Маре. Плоча је нестала рушењем зида 1949. године. 1992. је постављена комеморативна плоча у знак сећања на догађаје из 1877. године, а 2003. је постављена друга на којој је исписан текст чувеног телеграма, попут првобитне плоче.
Јоница Маринку, ћерка богатог трговца Маринка Теновића који се овде доселио из Србије и која се такође бавила трговином, купила је имање у Појани Маре укључујући и конак. Била је велики добротвор саградивши или реновиравши цркве у Калафату, Појани Маре, Деси и Расту, а основала је и пољопривредну школу у Појани Маре са 100 хектара обрадиве земље.